# Большаков, Алексей Алексеевич (политик)
Алексе́й Алексе́евич Большако́в (17 декабря 1939, Дновский район, Ленинградская область, РСФСР, СССР — 21 апреля 2017, Санкт-Петербург, Россия) — российский государственный деятель и управленец. В 1994—1997 заместитель, первый заместитель Председателя Правительства Российской Федерации.

## Биография
Родился в 1939 году на станции Морино Дновского района (ныне — Псковской области).

### Образование
1962 — Ленинградский электротехнический институт связи имени М. А. Бонч-Бруевича, инженер-радиотехник.
1981 — Институт управления Академии народного хозяйства при Совете Министров СССР.

### Трудовая деятельность
1962—1966 — техник, инженер на оборонном предприятии.
1966—1973 — начальник отдела, главный инженер опытного завода Ленинградского научно-исследовательского института радиоэлектроники.
1973—1975 — директор завода «Волна».
1975—1978 — заместитель генерального директора НПО им. Коминтерна.
1978—1988 — генеральный директор НПО «Дальняя связь».
1988—1991 — заместитель, первый заместитель председателя Ленинградского горисполкома — председатель городской плановой комиссии.
Июль — октябрь 1991 — председатель Комитета мэрии Санкт-Петербурга по экономическому развитию, член экспертного экономического совета при мэрии по управлению Ленинградской свободной зоной.
Ноябрь 1991 — ноябрь 1994 — генеральный директор РАО «Высокоскоростные магистрали».
9 ноября 1994 — 15 августа 1996 — заместитель председателя правительства РФ по вопросам сотрудничества со странами СНГ. В 1994—1995 годах занимал пост председателя президиума Межгосударственного экономического комитета Экономического союза СНГ.
15 августа 1996 — 17 марта 1997 — первый заместитель Председателя Правительства РФ. Курировал вопросы государственного управления в сфере промышленного производства, строительства, транспорта и связи, использования природных ресурсов.
С 1997 г. — председатель попечительского совета Фонда развития Санкт-Петербурга и Северо-Западного региона.
С 1998 г. — председатель совета директоров ОАО «Межрегиональное научно-производственное объединение „Полиметалл“».
Скончался 21 апреля 2017 года в Санкт-Петербурге от сердечно-сосудистой недостаточности. Похоронен на кладбище в Стрельне.

## Награды
Лауреат Государственной премии СССР. Награждён орденом Трудового Красного Знамени, орденом «Знак Почёта», медалями.
- Благодарность Президента Российской Федерации (17 июля 1996 года) — за активное участие в организации и проведении выборной кампании Президента Российской Федерации в 1996 году[4]
- Почётная грамота Правительства Российской Федерации (13 декабря 1999 года) — за заслуги перед государством и многолетний добросовестный труд[5]